# Gabon i olympiska sommarspelen 2004
Gabon i olympiska sommarspelen 2004 bestod av 6 idrottare som blivit uttagna av Gabons olympiska kommitté.

## Boxning
| Idrottare             | Gren          | Sextondelsfinaler      | Åttondelsfinaler     | Kvartsfinaler        | Semifinaler          | Final                | Final            |
| Idrottare             | Gren          | Motståndare Resultat   | Motståndare Resultat | Motståndare Resultat | Motståndare Resultat | Motståndare Resultat | Placering        |
| --------------------- | ------------- | ---------------------- | -------------------- | -------------------- | -------------------- | -------------------- | ---------------- |
| Petit Jesus Ngnitedem | Bantamvikt    | Bolum (NGR) L 17-23    | Gick inte vidare     | Gick inte vidare     | Gick inte vidare     | Gick inte vidare     | Gick inte vidare |
| Taylor Mabika         | Lätt tungvikt | Pavlidis (GRE) L 17-32 | Gick inte vidare     | Gick inte vidare     | Gick inte vidare     | Gick inte vidare     | Gick inte vidare |

## Friidrott
Herrar
Bana, maraton och gång
| Idrottare           | Gren      | Heat     | Heat      | Kvartsfinal      | Kvartsfinal      | Semifinal        | Semifinal        | Final            | Final            |
| Idrottare           | Gren      | Resultat | Placering | Resultat         | Placering        | Resultat         | Placering        | Resultat         | Placering        |
| ------------------- | --------- | -------- | --------- | ---------------- | ---------------- | ---------------- | ---------------- | ---------------- | ---------------- |
| Wilfried Bingangoye | 100 meter | 10.76    | 8         | Gick inte vidare | Gick inte vidare | Gick inte vidare | Gick inte vidare | Gick inte vidare | Gick inte vidare |

Damer
Bana, maraton och gång
| Idrottare       | Gren      | Heat       | Heat      | Kvartsfinal | Kvartsfinal | Semifinal        | Semifinal        | Final            | Final            |
| Idrottare       | Gren      | Resultat   | Placering | Resultat    | Placering   | Resultat         | Placering        | Resultat         | Placering        |
| --------------- | --------- | ---------- | --------- | ----------- | ----------- | ---------------- | ---------------- | ---------------- | ---------------- |
| Marlyse Nsourou | 800 meter | 2:12.35 NR | 7         | i.u.        | i.u.        | Gick inte vidare | Gick inte vidare | Gick inte vidare | Gick inte vidare |

## Judo
Damer
| Idrottare       | Gren                   | Sextondelsfinal          | Åttondelsfinal       | Kvartsfinal          | Semifinal            | Återkval             | Final                | Final            |
| Idrottare       | Gren                   | Motståndare Resultat     | Motståndare Resultat | Motståndare Resultat | Motståndare Resultat | Motståndare Resultat | Motståndare Resultat | Placering        |
| --------------- | ---------------------- | ------------------------ | -------------------- | -------------------- | -------------------- | -------------------- | -------------------- | ---------------- |
| Melanie Engoang | Halv tungvikt (-78 kg) | Cotton (CAN) L 0000-1000 | Gick inte vidare     | Gick inte vidare     | Gick inte vidare     | Gick inte vidare     | Gick inte vidare     | Gick inte vidare |